# Miele Varesino
Il Miele Varesino è un prodotto di origine animale italiano a Denominazione di origine protetta.
La denominazione è riservata al miele monoflorale di Acacia (Robinia Pseudoacacia L.), con presenza di pollini di piante ornamentali, prodotta nella provincia di Varese,  ai piedi delle Alpi, tra i fiumi Ticino ed Olona e tra i laghi Maggiore e di Lugano, che consentono di mitigare il clima continentale temperato con limitate escursioni termiche sia in estate, favorendo così la presenza anche di piante di origine esotica. In questa zona geografica, tra il XVII e il XX secolo vi si costruirono molte ville con estesi parchi i quali venivano impreziositi con l'impianto di specie ornamentali esotiche che con il tempo, grazie al clima favorevole, hanno consolidato la loro presenza al punto da essere considerate invasive nei parchi e giardini ma anche infestanti il sottobosco locale.

## Storia
Nel territorio della provincia di Varese l'allevamento delle api è sempre stato una attività diffusa, svolta prevalentemente dai contadini, dai membri dei diversi ordini ecclesiastici presenti sul territorio e da soggetti della borghesia con la passione della ricerca scientifica. All'inizio del XX secolo, la vertiginosa crescita e proliferazione della Robinia pseudoacacia L. nelle aree boschive, determinata nel territorio varesino dai favorevoli fattori ambientali, indusse gli apicoltori locali a specializzarsi sempre più nella produzione del miele di acacia che, per le sue particolari caratteristiche organolettiche e fisiche si distingueva dagli altri mieli prodotti fino allora in questa area. L'apicoltura varesina da quegli anni ha potuto maturare un alto tasso di specializzazione nella produzione di mieli ed in particolare del miele di acacia, che divenne il miele maggiormente prodotto in provincia di Varese.
Il passaggio ad un'apicoltura professionale in questa provincia avvenne gradatamente con l'inizio della sperimentazione di nuovi tipi di arnie e nuove metodologie di produzione: infatti, a favorire l'evoluzione dei metodi di produzione vi fu la sostituzione dei tradizionali bugni villici con arnie razionali e l'introduzione dell'uso dello smielatore, che permisero di ottenere mieli unifloreali e lo svuotamento dei favi contenuti nei telai mobili senza la distruzione degli stessi. Infine, anche la continua selezione di razze di api che fossero più produttive e resistenti alle diverse malattie contribuì a migliorare ulteriormente sia la qualità che la quantità di miele prodotto dagli apicoltori varesini. Negli anni sempre più apicoltori si sono dedicati a questa attività sia come professione principale che come hobby o attività semiprofessionistica, come testimonia il progressivo aumento nei boschi varesini della presenza degli alveari nel periodo di fioritura della Robinia pseudoacacia: la motivazione di questo incremento è da ricondursi al fatto che, a differenza di altre zone in cui si produce il miele d’acacia, nel territorio varesino non ci sono colture agrarie o essenze spontanee che influenzano con la loro fioritura la qualità del prodotto, che risulta quindi più puro e pienamente rispondente alla migliore tipicità del miele di acacia. La presenza di piante ornamentali, storicamente coltivate a scopi decorativi in giardini e parchi, caratterizzano il «Miele Varesino» per la presenza di pollini di specie ornamentali esotiche ben adattate all’ambiente rispetto ad altri mieli di acacia lombardi. La presenza di tali specie influenza le caratteristiche organolettiche del Miele Varesino, non ultimo l’aroma, merito della presenza di pollini di piante sempreverdi (Ilex aquifolium e Trachycarpus fortunei).
Nel 1934 venne istituito il Consorzio provinciale Obbligatorio fra Apicoltori, ridenominato nel 1983 come Associazione Produttori Apicistici della Provincia di Varese. Nel 1989 venne costituito il Consorzio Qualità Miele Varesino. Nel 2011 il Ministero delle politiche agricole ha avviato il procedimento di riconoscimento della denominazione d'origine protetta, conclusasi con la registrazione nell'aprile 2014.

## Caratteristiche organolettiche
Il Miele Varesino DOP ha le seguenti caratteristiche organolettiche:
- Colore: trasparente, da quasi incolore a giallo paglierino;
- Profumo: tipico del miele, leggero e delicato, senza alcun profumo predominante;
- Sapore: molto dolce e delicato con una nota di vaniglia;
- Stato fisico: generalmente liquido, raramente cristallizza (e solo dopo un periodo di tempo considerevole).